# Arteria axillaris

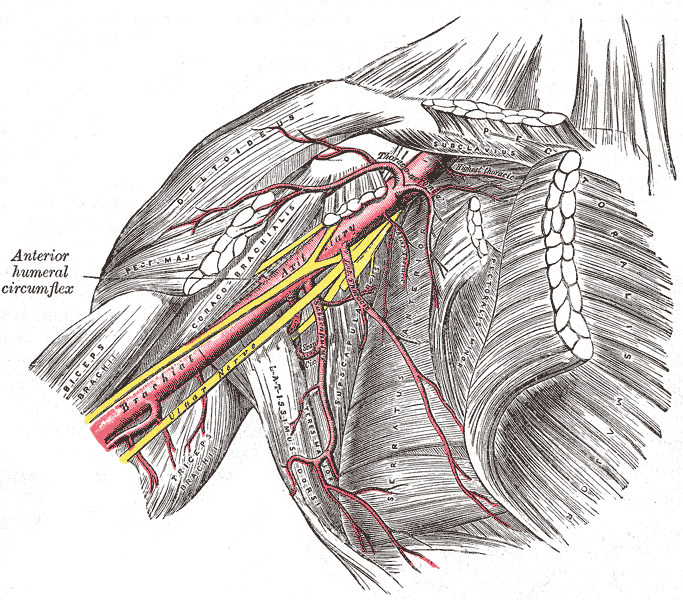
Die Arteria axillaris mit Abzweigungen

Als Arteria axillaris (Achselarterie) wird die Fortsetzung der Arteria subclavia in der Achselhöhle bezeichnet. Sie versorgt die Achselhöhle, die Muskeln der Schulter und der Brust sowie den Arm.

## Verlauf
Sie beginnt an der Außenkante der ersten Rippe und endet an der Unterkante des Musculus teres major. Von dort aus setzt sie sich am Oberarm als die Arterie des Armes, Arteria brachialis, fort. Vom Musculus pectoralis minor wird sie in drei Teile unterteilt. Sie ist die zentrale Struktur der Achselhöhle, und an ihrer medialen (inneren) Seite verläuft ihre Begleitvene, die Achselvene (Vena axillaris).

## Aufzweigung beim Menschen
- Arteria thoracica superior (obere Brustkorbarterie)
- Arteria thoracoacromialis (Brustkorb-Gräteneck-Arterie)
- Arteria thoracica lateralis (seitliche Brustkorbarterie)
- Arteria subscapularis (Unterschulterblattarterie, größter Ast) mit:
  - Arteria thoracodorsalis
  - Arteria circumflexa scapulae
- Arteria circumflexa humeri posterior
- Arteria circumflexa humeri anterior

## Aufzweigung bei den Haustieren
- Arteria thoracica externa (äußere Brustkorbarterie)
- Arteria suprascapularis (Oberschulterblattarterie, entspringt bei Raubtieren aus der Arteria cervicalis superficialis)
- Arteria subscapularis (Unterschulterblattarterie), mit:
  - Arteria thoracodorsalis
  - Arteria circumflexa humeri caudalis
  - Arteria collateralis radialis
- Arteria circumflexa humeri cranialis